# The Last Video
The Last Video (‘el último vídeo’) es el nombre de un videoclip del grupo sueco ABBA, que fue lanzado en formato DVD a mediados del año 2004. También se le conoce como Our Last Video Ever.

## La historia de «The Last Video»
El vídeo fue realizado especialmente para conmemorar el 30.º aniversario de la victoria del grupo ABBA con la canción «Waterloo» en el Festival de la Canción de Eurovisión 1974 (además de que fue elegida como la mejor canción en el 50.º aniversario del festival).
El vídeo fue dirigido por Carl Calle Åstrand, que había trabajado anteriormente haciendo series televisivas y comerciales, pero que nunca había hecho un video musical, después de que se le presentó esta oportunidad decidió crear el llamado «último video» de ABBA, así que contacto a Björn Ulvaeus, anterior miembro del grupo, y le contó su problema. No sabía de que canción hacer el vídeo ni como le iba a hacer para mostrar a los 4 integrantes de ABBA cantando juntos.
La respuesta a las dos cuestiones llegó: hacer el vídeo no de una sola canción, sino de fragmentos de muchas entrelazándolas para formar una historia, tal como se hizo en el musical Mamma Mia!. Además ABBA no era quien iba a cantar, sino pequeños muñecos de ellos que se presentarían a hacer una audición en unos estudios de Polar Music.
Finalmente, después de varias grabaciones y la ausencia de algunos personajes, la edición, y la producción del video, este estuvo listo para presentarse en el Melodifestivalen 2004 y el 12 de mayo de ese mismo año, el vídeo hacia su debut mundial en su emisión en el intermedio de la semifinal del Festival de la Canción de Eurovisión 2004.

## Cast
El vídeo contó con la participación de diversas celebridades, incluso los antiguos miembros de ABBA
- Loa Falkman (Carl-Johan Falkman, actor y barítono sueco, 1947-), como el productor de los muñecos ABBA.
- Sissela Kyhle (actriz sueca, 1957), como la recepcionista.
- Per Svensson (actor sueco, 1965), como hombre con traje morado y camisa azul claro, que es echado de la oficina, y le arrojan su guitarra rota.
- Robert Gustafsson (actor y comediante sueco, 1964-), como asistente del jefe.
- Rik Mayall (actor británico, 1958-2014), como jefe de la empresa discográfica.
- Cecilia Frode (actriz sueca, 1970-), como la mujer con traje entero amarillo y camisa azul, que está en pareja con Michael Nyqvist.
- Mikael Nyqvist (actor sueco, 1960-2017), como el hombre con el traje entero azul y camisa amarilla, que está en pareja con Cecilia Frode.
- Björn Ulvaeus (guitarrista, compositor y cantante sueco, n. 1945, miembro de ABBA), aparece en 1:52.
- Benny Andersson (pianista, compositor y cantante sueco, n. 1946, miembro de ABBA), aparece en 3:14.
- Anni-Frid Lyngstad (cantante sueca, n. 1945, miembro de ABBA), aparece en 2:35.
- Agnetha Fältskog (cantante sueca, n. 1950, miembro de ABBA), aparece en 2:38.
- Eddie the Head (ícono de la banda británica de heavy metal Iron Maiden), aparece en 4:17.
- Cher (cantante estadounidense, 1946-), aparece en 4:27.

En 5:34 aparece la banda completa ABBA aún jóvenes entrando al estudio, en una edición de una toma original de un ascensor de ABBA The Movie. La toma se completa con dobles saliendo del elevador para presentarse en el estudio.

## Créditos
- Productor ejecutivo: Luke Beauchamp
- Productor: Jeanette Albertsson
- Escritor y Director: Calle Åstrand
- Fotografía: Göran Hallberg
- Producido por Radical Media UK.

Los muñecos de ABBA fueron creados por Henson Creature Shop Ltd.

## Música del vídeo
Dentro del vídeo se pueden encontrar diversos fragmentos de distintos éxitos de ABBA como los son:
- Mamma Mia
- Watch Out
- I Have A Dream
- Rock Me
- Take A Chance On Me
- I Do, I Do, I Do, I Do, I Do
- Money, Money, Money
- Dancing Queen
- Ring Ring
- Two For The Price Of One
- Dream World
- That's Me
- Voulez-Vous
- Waterloo
- Soldiers
- Thank You For The Music
- Hasta mañana
- The Winner Takes It All

## Contenido del DVD
1. The Last Video
2. Take A Chance On Me (Video Original)
3. Dancing Queen (video original)
4. Waterloo (video original)
5. The Winner Takes It All (video original)
6. Detrás de cámaras (cómo se hizo el video)
7. Galería de imágenes

## Listas de popularidad
| Lista                                       | Posición |
| ------------------------------------------- | -------- |
| Alemania Music Video Chart                  | 2        |
| Suecia DVD Chart                            | 4        |
| UK Music Video Chart                        | 9        |
| Alemania Top 50 Media Control Singles Chart | 30       |
| México Music Video Chart                    | 50       |